# Madonna z Dzieciątkiem (obraz El Greca z 1614)
Madonna z Dzieciątkiem – obraz olejny hiszpańskiego malarza pochodzenia greckiego Dominikosa Theotokopulosa, znanego jako El Greco.

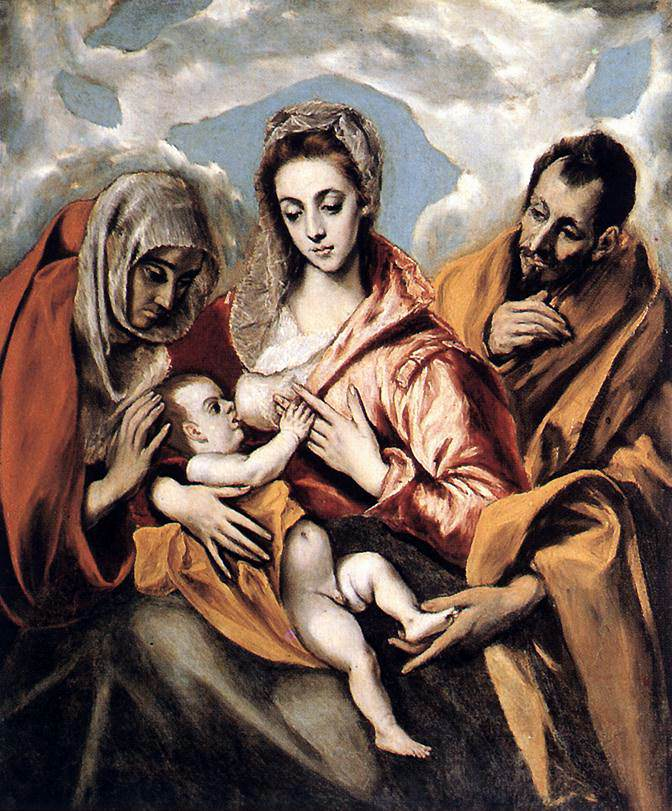
Madonna karmiąca
1595,
127 × 106 cm
Hospital de Tavera, Toledo

Do motywu Madonny karmiącej El Greco sięgnął trzykrotnie w swojej twórczości. Po raz pierwszy w 1585 i 1595 roku malując Madonnę z Dzieciątkiem w towarzystwie Józefa i św. Anny. W latach 1608–1614 maluje samotną Marię karmiącą na tle wzburzonego nieba, tak charakterystycznego dla El Greca. Madonna ma bardzo udręczony wyraz twarzy, rzadki dla ikonografii maryjnej artysty. Jest przedstawiona w perspektywie i nieco zniekształcona. Jej głowę, jak i całą postać okrywa wymodelowany płaszcz. Układem ciała przypomina Marię z wersji toledańskiej; palce u lewej dłoni rozchodzą się podobnie jak palce prawej dłoni, a gest jej prawej dłoni podtrzymujący stópkę małego Jezusa jest taki sam jak u Józefa trzymającego stopę Syna.